# Attagenus insidiosus
Attagenus insidiosus es una especie de coleóptero de la familia Dermestidae.

## Distribución geográfica
Habita en Etiopía y Kenia.